# بانک یونایتد
بانک یونایتد (انگلیسی: BankUnited) شرکت خدمات مالی و بانکداری آمریکایی است، که در سال ۱۹۸۴ تأسیس شد.